# پرچم غنا
پرچم غنا برای اولین بار در ۱۹۵۷ به رسمیت شناخته شد. به‌عنوان پرچم ملی و نشان استان شناخته می‌شود و همچنین دارای تناسب ۲:۳ می‌باشد. ترکیب رنگ آن دارای قرمز، زرد و سبز افقی است. رنگ سرخ، به معنی خون‌های ریخته شده برای حمایت از کشور، رنگ زرد به معنی با شکوهی و نورانی بودن خورشید و سبز رنگ نیز به معنی جنگل‌های وسیع کشور غنا است. همچنین ستاره پنج سیاه‌رنگ به معنی مقاومت و ایستادگی کشور غنا در برابر دشمنان است. طراح این پرچم خانم تهودوشا کو بود.